# Pareurystomina micoletzkyii
Pareurystomina micoletzkyii is een rondwormensoort uit de familie van de Enchelidiidae.